# IP.Board
Das Invision Power Board bzw. früher IP.Board (auch kurz IPB) ist heute Bestandteil von Invision Community Suite und ist eines der bekanntesten Systeme für Webforen. Entwickelt und vertrieben wird es von Invision Power Service. Es basiert auf der Programmiersprache PHP und benutzt als Datenbank MySQL. Um diese Software nutzen zu dürfen, ist der Erwerb einer Lizenz notwendig. Jeder Interessent kann über ein Formular auf der Webseite eine Demo der Invision Community Suite und aller integrierte Komponenten inklusive Forum beantragen.

## Geschichte
Invision Power Services (IPS) wurde im Jahre 2002 von Matt Mecham und Charles Warner gegründet, nachdem die beiden die Jarvis Entertainment Group (die das Ikonboard entwickelt haben) verlassen hatten. Ihr erstes Produkt war das Invision Power Board (IPB), bei dem sich schnell eine Community aus ehemaligen Ikonboard-Benutzern ansammelte.

### Version 1.x
Die ersten Versionen von Invision Power Board wurden unter einer proprietären Lizenz zum kostenlosen Download angeboten. Die letzte Version, die unter diesen Bedingungen veröffentlicht wurde, war Invision Power Board 1.3.

### Version 2.x
Die Version 2.0.0 wurde unter denselben Lizenzbestimmungen wie die Version 1.3.1 veröffentlicht.
Obwohl die Entwickler ursprünglich behaupteten, dass das Forum kostenlos bleiben würde, endete im Jahre 2004 die Veröffentlichung von kostenlosen Versionen für nicht gewerbliche Zwecke: Eine herunterladbare Testversion des Invision Power Board 2.0.0 Release Candidate (RC) Version 1 und 2 wurde veröffentlicht, bevor die fertige Version für den öffentlichen Gebrauch herausgebracht wurde. Es wurde dann durch eine kostenlose Demo ersetzt, mit Einschränkungen auf 5000 Beiträge, 1000 Threads, 200 Mitglieder und anderen Einschränkungen, die folglich die Aussagen der Entwickler beendeten, dass das IPB immer kostenlos sein wird. Viele Benutzer waren deswegen aufgebracht und machten Mecham Vorwürfe wegen Urheberrechtsverletzungen. Am 1. Juli 2005 wurde die Nutzungsdauer der Demo von 15 Tagen auf 5 reduziert und ein paar Monate später wurde sie nochmals auf 24 Stunden reduziert. Aktuell beträgt die Nutzungsdauer 5 Tage, die jedoch bei Bedarf verlängert werden können.

### Version 3.x
Invision Power Board der Version 3.0.0 wurde am 25. Juni 2009 veröffentlicht.

### Version 4.x
IP.Board 4.0 wird als Modul zu IPS Community Suite veröffentlicht. Mit dem Schritt bricht Invision Power Services Lifetime und Perpetual-Lizenzinhaber den Vertrag lebenslang Updates und Upgrades für das IP.Board zu erhalten.